# 令狐路线
令狐路线（1954年—），山西平陆人，医生。令计划三姐。

## 生平
1972年，高中毕业，以知青身份下乡，后在平陆县化肥厂工作。1976年，被推荐进入山西医科大学，成为工农兵大学生。毕业后一直从事医学工作，担任山西省运城市人民医院副院长；后担任运城市中心医院党委书记。2010年3月，令完成从汇金立方退出，其合伙股份转给令狐路线女儿王玲。

## 家庭
令狐路线为令狐野的女儿，有兄令方针、令政策；弟令计划、令完成，為五兄弟姊妹中唯一保留原姓者。丈夫王健康原为运城市副市长，現已被免職。